# Брухања вас
Брухања вас (словен. Bruhanja vas) је насељено место у општини Добрепоље, Средњесловенска регија, Словенија.

## Историја
До територијалне реорганизације у Словенији била је у саставу старе општине Гросупље.

## Становништво
У попису становништва из 2011. године, Брухања је имала 121 становника.
| Број становника према пописима | Број становника према пописима | Број становника према пописима |
| ------------------------------ | ------------------------------ | ------------------------------ |
| 1991                           | 2002                           | 2011                           |
| 135                            | 117                            | 121                            |

## Галерија
- улаз у насеље
- капелица